# Obersturmbannführer
Obersturmbannführer naziv je za čin Sturmabteilunga i Schutzstaffela. Stvoren je u svibnju 1933. za potrebe SA-a, ali istovremeno postaje i činom SS-a. Prevodi se kao “Viši vođa jurišne jedinice”, Obersturmbannführer je čin ispod čina Standartenführera, a odgovara činu Oberstleutnant (potpukovnik) u njemačkom Wehrmachtu.
Među poznatijim nositeljima čina Obersturmbannführera bili su Rudolf Höss, Adolf Eichmann i Herbert Kappler.
Eichmann je promaknut u čin Obersturmbannführera 1940., a u tom činu sudjelovao je na Konferenciji u Wannseeu gdje su udareni temelji Endlösunga. Tijekom Eichmannovoga procesa za ratne zločine 1962., glavni tužitelj Gideon Hausner istakao je njegov čin Obersturmbannführera kada je Eichmann govorio kako je on samo slijedio naredbe kao činovnik; Hausner ga je pitao, "Jeste li Vi bili Obersturmbannführer ili ženska časnica?"
Dok je Eicmannu suđeno u Jeruzalemu, Hannah Arendt izjavila je kako čin Obersturmbannführera je značajan, no Eichmann je sanjao o promaknuću u Standartenführera. Arendt također izjavljuje da "...ljudi poput Eichmanna, koji su se uspinjali kroz činove, nikada nisu išli više od čina potpukovnika (to jest, čina Obersturmbannführera) osim kada su bili na bojišnici."  Također je izjavila da je Eichmann, na Konferenciji u Wannseeu, imao najniži čin od nazočnih, a da je njegov najvažniji zadatak bio pratiti raspored i brinuti se o pozivnicama.
Obilježje za Obersturmbannführear bile su četiri srebrne točke i jedna srebrna pruga, u sredini kolarne oznake čina na uniformama SS-a i SA-a. Nositelj čina je također isticao na oznaci čina na ramenima čin Wehrmachtovoga Oberstleutnanta i bio je najviši čin koji je isticao SS-ovski/SA-ovski znak na suprotnoj strani kolarne oznake čina.